# Francisco Peralta del Campo

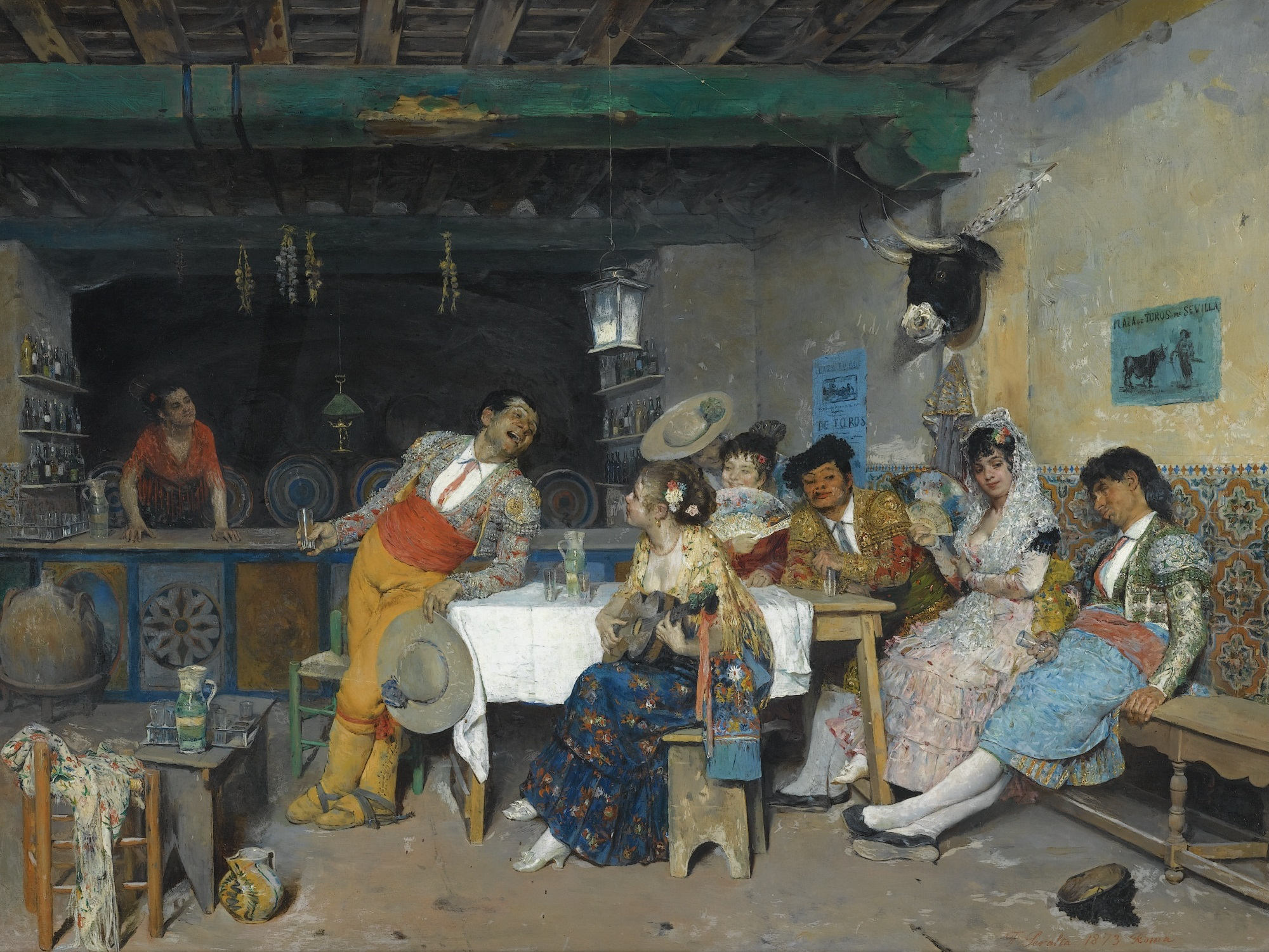
Distracție în Tavernă

Francisco Peralta del Campo (n. 1837, Sevilla, Andaluzia, Spania – d. 1897, Roma, Regatul Italiei) a fost un pictor spaniol, cunoscut acum pentru scenele sale costumbriste și orientaliste.

## Biografie
Și-a început studiile la Real Academia de Bellas Artes de Santa Isabel de Hungría⁠(d) cu Antonio Cabral Bejarano și cu pictorul de istorie Eduardo Cano⁠(d).
Din 1864 până în 1866, a participat succesiv la Expoziția Națională de Arte Plastice cu, La Primavera (Primăvara), Un Frutero (Vânzătorul de fructe) și Un pensamiento (Contemplare), obținând mențiune de onoare.
În 1868, a călătorit în Italia, în compania colegilor săi artiști spanioli, José Villegas Cordero⁠(d) și Luis Jiménez Aranda. Avea să rămână acolo pentru tot restul vieții; mai ales la Roma, deși a petrecut perioade lungi la Veneția. Multe dintre lucrările sale au fost „casacones” (picturi mici pentru casă), un gen foarte popular cu scene de curte din secolele al XVII-lea și al XVIII-lea.
Pânzele sale, Caballero de Casaca (Domn în jachetă) și Retrato de señora con el fondo rojo (Portretul unei femei cu fundal roșu) pot fi văzute la Muzeul Prado. O altă lucrare importantă, Firma de esponsales (Semnarea contractului de angajament) se află în Colección Bellver.